# Piscine Nautilud
La  Piscine Nautilud  était une piscine située à Reims, dans la Marne. Elle a été démolie en raison de problèmes techniques sur l'état de la charpente en bois lamellé- collé.

## Localisation
La piscine était située dans le département français de la Marne, au 41 Chaussée Bocquaine sur la commune de Reims, dans le Quartier Bois d'Amour - Porte de Paris - Courlancy.

## Historique
La piscine Nautilud, conçue par les architectes Roger Dhuit et Jean-Claude Dondel, a été construite en 1967. Elle faisait partie d’un bâtiment commun avec la patinoire.
En 1998, elle subit une remise à niveau avec l’installation d’un bardage en polycarbonate, la mise en place d’un ascenseur, l’aménagement pour les personnes handicapées, la réfection du toboggan et l’agrandissement du grand bassin.
La patinoire et la piscine pouvaient recevoir chacune 1 200 personnes en simultané. La piscine enregistrait 350 000 entrées par an, et la patinoire, 65 000.
Des problèmes sur la charpente en bois, liés à des phénomènes de vieillissement, ont conduit à sa destruction en septembre 2014. Le conseil municipal vote le 17 juin 2014 sa destruction pour un coût évalué à 1,4 million d’euros de l'époque, car les audits ont indiqué qu'il était impossible de réhabiliter le site ou de reconstruire au même endroit. Il faudrait reprendre même les sols.
Un parking la remplace aujourd'hui.

## Description
Elle disposait d’un grand bassin de 50 mètres sur 20 mètres, d’un bassin école de 20 mètres sur 8 mètres et également un toboggan de 86 mètres, un jardin, un solarium (avec pataugeoire et jets d’eau), ainsi que deux spas de 8 personnes,